# Дмохи-Роґале
Дмохи-Роґале (пол. Dmochy-Rogale) — село в Польщі, у гміні Беляни Соколовського повіту Мазовецького воєводства.
Населення — 91 особа (2011).
У 1975—1998 роках село належало до Седлецького воєводства.

## Демографія
Демографічна структура станом на 31 березня 2011 року:
|          | Загалом | Допрацездатний вік | Працездатний вік | Постпрацездатний вік |
| -------- | ------- | ------------------ | ---------------- | -------------------- |
| Чоловіки | 45      | 10                 | 26               | 9                    |
| Жінки    | 46      | 5                  | 25               | 16                   |
| Разом    | 91      | 15                 | 51               | 25                   |